# Cigarettes After Sex
Cigarettes After Sex là một ban nhạc ambient pop người Mỹ được thành lập vào năm 2008, tại El Paso, Texas và Greg Gonzalez làm trưởng nhóm. Ban nhạc được biết đến với phong cách âm nhạc thanh tao, khập khiễng và thường mơ mộng, lời bài hát thường dựa trên các chủ đề lãng mạn về tình yêu và tình dục. Cũng như giọng hát của Gonzalez, được mô tả là "phi giới tính". Mặc dù được biết đến trên thị trường âm nhạc như một ban nhạc theo thể loại ambient pop, nhưng Cigarettes After Sex cũng được coi là shoegaze, dream pop và slowcore.
Màn ra mắt đầu tiên của ban nhạc là một đĩa dạng EP mang tên "EP I.", được phát hành vào năm 2012, với bài hát "Nothing's Gonna Hurt You Baby" nhưng bài hát lại trở thành một sleeper hit. Sau khi phát hành đĩa đơn độc lập "Affection" vào năm 2015, ban nhạc đã phát hành album phòng thu đầu tay có tựa đề Cigarettes After Sex vào tháng 6 năm 2017 và được đánh giá tích cực.
Vào tháng 8 năm 2019, ban nhạc đã công bố album phòng thu thứ hai mang tên Cry, cùng với đĩa đơn "Heavenly". Album đã được phát hành rộng rãi vào ngày 25 tháng 10 năm 2019.

## Lịch sử
Cigarettes After Sex được thành lập tại El Paso, Texas, vào năm 2008. Gonzalez đã ghi lại bản EP đầu tiên, I., trong một cầu thang bốn tầng tại ngôi trường cũ của mình, Đại học Texas ở El Paso, gọi trải nghiệm này là "về cơ bản là một tai nạn; giống như một thí nghiệm".
Gonzalez chuyển đến Brooklyn, New York, nơi đĩa đơn "Affection" của ban nhạc được thu âm và phát hành vào năm 2015 cùng với bản cover "Keep On Loving You" của REO Speedwagon.
Thông qua các đề xuất âm nhạc, Cigarettes After Sex trở nên phổ biến trên YouTube, dẫn đến các buổi biểu diễn trực tiếp trên khắp châu Âu, châu Á và Hoa Kỳ. Sau đó, ban nhạc đã phát hành album phòng thu đầu tay vào ngày 9 tháng 6 năm 2017.

## Phong cách âm nhạc và ảnh hưởng
Trong một miêu tả cho Noisey của Vice, Christina Cacouris mô tả Cigarettes After Sex là "nguyên chất, mơ hồ và lãng mạn, nhưng với một khía cạnh ồn ào bên dưới giọng hát phi giới tính của Gonzalez" cũng như "ngọt ngào và tình cảm". "Như tên của ban nhạc, nó gợi nhớ đến việc nằm trên giường, nhưng những phẩm chất xung quanh của nó không ngăn cản nó trở thành âm nhạc mà bạn có thể nhảy theo."  Gonzalez trích dẫn Françoir Hardy là ca sĩ yêu thích của mình và Miles Davis là người có ảnh hưởng lớn. Trong một cuộc phỏng vấn với Sound of Boston, anh ấy cũng lưu ý rằng những bộ phim như L'vventura và The Double Life of Veronique có ảnh hưởng đến cảm giác và âm thanh của âm nhạc trong "Affection" và LP của họ. Ban nhạc cũng bao gồm album The Cowboy Junkies ' The Trinity session, Julee Cruise và Cocteau Twins như những người ảnh hưởng. Blog âm nhạc Eardrums Music mô tả ban nhạc là "chậm, mơ mộng và xinh đẹp với giọng hát tuyệt vời, dịu dàng và ca từ rất hay". và so sánh nó với Mazzy Star  Các blogger âm nhạc đằng sau Swell Tone mô tả Cigarettes After Sex là một ban nhạc "pop u sầu, chậm chạp sẽ làm rung chuyển bất kỳ người nghe nào thành một kẻ ngu ngốc." 
Đánh giá về Affection đối với Independentmusicnews.com, Jae Pyl kết luận "có một sự thân mật như vậy với Cigarettes After Sex đến mức không thể không để nó rơi vào hố bụng của bạn." 

## Các thành viên
Kể từ khi thành lập năm 2008, nhóm đã bao gồm một số thành viên và cộng tác viên khác nhau do Greg Gonzalez lãnh đạo:
Thành viên hiện tại:
- Greg Gonzalez - người sáng lập, giọng ca chính, guitar điện, guitar acoustic, bass
- Randall Miller - bass
- Jacob Tomsky - trống
- Josh Marcus - đánh phím

Thành viên trước:
- Phillip Tubbs - đánh phím, guitar điện
- Greg Leah - trống
- Steve Herrada - đánh phím
- Emily Davis - guitar acoustic

## Danh sách đĩa nhạc và xếp hạng

### Album phòng thu
| Cigarettes After Sex                                                                         | - Ngày ra mắt: 9 tháng 6 năm 2017 - Hãng đĩa: Partisan   | —   | 96 | 18 | 5 | 42 | 39 | 88 | 53 | 21 | 27 |
| Cry                                                                                          | - Ngày ra mắt: 25 tháng 10 năm 2019 - Hãng đĩa: Partisan | 152 | 61 | 26 | 8 | 27 | 29 | 60 | 37 | 19 | 36 |
| H's                                                                                          | - Ngày ra mắt: 2024                                      |     |    |    |   |    |    |    |    |    |    |
| "—" biểu thị cho biết album không xếp hạng hoặc không được phát hành trong lãnh thổ nước đó. |                                                          |     |    |    |   |    |    |    |    |    |    |

### EP
- I. (2012)

### Đĩa đơn
| Tiêu đề                      | Năm  | Album                |
| ---------------------------- | ---- | -------------------- |
| "Affection"                  | 2015 | Đĩa đơn              |
| "K."                         | 2016 | Cigarettes After Sex |
| "Apocalypse"                 | 2017 | Cigarettes After Sex |
| "Each Time You Fall in Love" | 2017 | Cigarettes After Sex |
| "Sweet"                      | 2017 | Cigarettes After Sex |
| "Crush"                      | 2018 | Đĩa đơn              |
| "Neon Moon"                  | 2018 | Đĩa đơn              |
| "Heavenly"                   | 2019 | Cry                  |
| "Falling in Love"            | 2019 | Cry                  |
| "You're All I Want"          | 2020 | Đĩa đơn              |

### Trình diễn
- Cigarettes After Sex (Romans 13:9) (2011)